# Heizijdebij
De heizijdebij  (Colletes succinctus) is een vliesvleugelig insect uit de familie Colletidae. De wetenschappelijke naam van de soort is gepubliceerd in 1758 door Linnaeus in de tiende editie van Systema naturae.